# Theater of the Mind
Theater of the Mind è il sesto album in studio dell'hip hop rapper Ludacris, pubblicato il 24 novembre 2008.

## Tracce
1. Intro – 1:55
2. Undisputed – 4:33
3. Wish You Would – 4:47
4. One More Drink – 3:41
5. Call Up the Homies – 4:04
6. Southern Gangsta – 4:34
7. Everybody Hates Chris – 4:54
8. What Them Girls Like – 4:02
9. Nasty Girl – 4:14
10. Contagious – 4:45
11. Last of a Dying Breed – 4:10
12. MVP – 3:50
13. I Do It for Hip Hop – 5:22
14. Do the Right Thang – 5:14
15. Let's Stay Together – 4:18
16. Press the Start Button – 4:00